# 燦金 (歌曲)
〈燦金〉（英語："Golden"）是一首由Ejae、奧黛麗·魯納和Rei Ami以2025年歌舞動作冒險電影《Kpop 獵魔女團》中的虛擬樂團韓國女子團體Huntr/x名義演唱的歌曲。該曲於2025年7月4日透過Republic唱片發行，作為該電影原声音乐的第二首單曲。  
〈燦金〉因其歌詞與朗朗上口的旋律而獲得樂評家的正面評價。除了整張原聲帶專輯的成功外，該曲亦登上Billboard Global 200以及韓國、馬來西亞、紐西蘭、新加坡與臺灣的冠軍。此外，該曲還在其他15個國家進入前十名。

## 背景和發行
《Kpop 獵魔女團》於2025年6月20日正式在Netflix上線。該片講述虛構韓國女子團體Huntr/x的故事，團員包括魯米（Rumi）、米拉（Mira）和佐依（Zoey），其歌唱聲分別由Ejae、奧黛麗·魯納和Rei Ami配唱。 同日，電影的原聲帶專輯也同步發行，其中〈燦金〉位列第四首曲目。
隨著〈燦金〉歌曲大受歡迎，Republic唱片於2025年7月4日正式將其以單曲形式發行，並同步推出伴奏版及純人聲版，宣布將送交各大獎項評選。
《告示牌》報導指出，隨著原聲帶發行第二週串流量激增，Republic迅速推動〈燦金〉進入2025年7月8日的流行40大電台播放清單。 Republic唱片董事長Jim Roppo表示，他們正與「多位一線混音師」洽談「潛在混音版本」。
由大衛·庫塔混音的〈燦金〉版本於2025年7月25日發布。

## 歌詞和作曲
配樂專輯的執行製作人伊恩·艾森德拉斯（Ian Eisendrath）將〈燦金〉形容為傳統音樂電影中典型的「我想要」之歌，因為這首歌不僅揭示了角色的目標與動機，更細膩描繪了魯米的內心世界，使歌曲從一般的「勵志流行曲」轉化為帶有一絲暗黑色彩的風格。
艾森德拉斯表示，團隊最初為該段落創作了五至六首歌曲，經過不斷調整，最終才找到「恰當的能量感」。他補充說：「導演們的要求相當嚴格，這是好事，因為他們對這首歌應達到的效果有非常明確的願景。」
電影上映後，導演克里斯·艾伯翰斯指出，將〈燦金〉設計為「我想要」（I Want）之歌，是「遵循傳統音樂劇慣例」，同時也致力於「打造一首真正優秀的流行歌曲」，這或許解釋了它能夠躋身全球Spotify排行榜前十名的原因。他進一步強調：「一首好的流行歌曲同時能講述故事，而〈燦金〉正是如此。」
在一次Reddit「Ask Me Anything」訪談中，艾伯翰斯進一步提到，像聲名狼藉先生的〈Juicy〉以及Drake、肯伊·威斯特、小韋恩和Eminem合作的〈Forever〉等作品，為〈燦金〉提供了靈感。因為「這些歌曲讓我們理解，一首流行歌也能成為關於如何從無名之輩崛起並尋找自我的傳記。」

## 評價
《印度滾石雜誌》的德巴什麗·杜塔（Debashree Dutta）形容〈燦金〉是一首「極具感染力的電子流行音樂作品」，並指出歌曲不僅著重於角色的目標，「同時也反映了魯米（Rumi）的思緒與角色的複雜性」。她補充說：「從主題層面來看，〈燦金〉展現了他們作為人類守護者的成長歷程。」
《SLUG Magazine》的安琪拉·賈西亞（Angela Garcia）也指出，這首歌與《Your Idol》一樣，都是充滿活力且「旋律極具感染力」的曲目。《That Hashtag Show》的莎拉·凱瑞（Sarah Carey）則形容〈燦金〉是一首情感充沛的作品，聽眾會在「需要提醒自己是誰時播放它」。
在《告示牌 (雜誌)》針對〈燦金〉成功因素及其他原聲帶曲目的討論中，傑森·利普舒茨（Jason Lipshutz）認為，這首歌成為「原聲帶中最突出的熱門歌曲」的發展軌跡是「完全可以理解的」，因為它是「Huntr/X的統一讚歌，具備高亢的旋律與振奮人心的力量」。
利普舒茨進一步指出，〈燦金〉「已成為《Kpop 獵魔女團》現象的代表單曲，是一首極為正面、在音樂層面上無可否認的流行音樂作品；它原本是為電影虛構世界設計的大熱曲目，但同樣能在現實世界中成為真正的熱門歌曲」。艾比·韋伯斯特（Abby Webster）則評論說，作為電影的「我想要」之歌，〈燦金〉是「原聲帶的核心曲目，同時也在流行歌曲與敘事歌曲之間取得了極佳的平衡」。她補充說，這是一首「極具情感滿足感的作品」，即使觀眾未看過電影也能被打動，而「若看過電影，這種情感會更加強烈」。

## 獎項
| 年份   | 獎項                 | 獎項類別   | 結果 | 來源   |
| ------ | -------------------- | ---------- | ---- | ------ |
| 2025年 | K-World Dream Awards | 最佳原聲帶 | 待定 | [ 16 ] |

## 商業成績
除了電影原聲帶的亮眼表現外，〈燦金〉在全球亦取得了顯著的商業成績，不僅進入多個國家的音樂排行榜，更累積了數百萬次串流播放。該曲於2025年7月19日和8月2日當週，分別登上Billboard Global 200及Billboard Global Excl. U.S冠軍。

### 北美
根據《告示牌》報導，〈燦金〉在2025年6月27日至6月30日期間於美國共獲得700萬次串流播放，較前一週同期成長達272%。
2025年7月第一週，該曲以第81名進入美國Billboard Hot 100，並以第63名進入Canadian Hot 100。兩週後，該曲同時打入美國與加拿大排行榜前十名；
2025年7月3日，該曲在美國Spotify每日榜上升至第2名，BBC指出該團「超越了BLACKPINK，成為史上排名最高的K-pop女子團體」。五天後的7月8日，〈燦金〉登頂美國Spotify每日榜，使Huntr/x成為首個達成此紀錄的K-pop女子團體。
該曲還以第7名的成績進入美國Streaming Songs排行榜，成為該榜單12年歷史上「首支以虛構團體（Huntr/x）名義進入前十名的歌曲」，同時也是自〈我們不提布魯諾〉（2021年）以來首支來自動畫電影並打進Streaming Songs榜單前十名的歌曲。
在7月26日當週，該曲於加拿大升至第3名，並於8月2日當週於美國升至第2名。

### 亞洲
在韓國，〈燦金〉於Circle Chart發布的Circle数字榜奪下冠軍，並以第2名的成績進入該機構的每週全球K-pop榜單。該曲亦成為2025年第3首在韓國達成perfect all-kill（PAK）的歌曲，之後更躋身歷史上每小時PAK次數前五名之列。
此外，〈燦金〉登上國際唱片業協會（IFPI）發布的馬來西亞官方排行榜以及新加坡官方排行榜冠軍。在菲律賓，該曲於Billboard Philippines的Philippine Hot 100中取得第3名。

### 歐洲
在德國，〈燦金〉於GfK百強單曲榜首次亮相即奪得第27名，次週躍升至第9名，最終攀升至第2名。在愛爾蘭，該曲於愛爾蘭單曲排行榜取得第10名的成績。 同時，它也出現在挪威的IFPI排行榜，最高排名第11名。 在英國，〈燦金〉登上英國單曲排行榜第4名。 此外，該曲在瑞典的Sverigetopplistan榜單排名第13名，在荷蘭的荷蘭百大單曲榜則達到第41名。

### 大洋洲
在澳洲，〈燦金〉進入澳洲唱片業協會（ARIA）單曲榜Top 50，首週排名第8名。
該曲同時於紐西蘭Top 40單曲榜首週空降第5名，隨後在澳洲攀升至第2名，並在紐西蘭奪得第1名。

## 曲目列表
數位下載及串流
1. 〈燦金〉 – 3:15
2. 〈燦金〉（純音樂版）– 3:13
3. 〈燦金〉（清唱版）– 3:13

數位下載及串流 – 大衛·庫塔混音版
1. 〈燦金〉（大衛·庫塔混音版）– 2:56
2. 〈燦金〉（大衛·庫塔混音加長版）– 3:55

## 排行榜
| 排行榜（2025）                           | 最高 名次 |
| ---------------------------------------- | --------- |
| 澳洲（ARIA）                             | 2         |
| 奥地利（Ö3四十强单曲榜）                 | 2         |
| 巴西（Brasil Hot 100）                   | 89        |
| 加拿大（Canadian Hot 100）               | 3         |
| 捷克（百強數位單曲榜）                   | 7         |
| 丹麥（Tracklisten）                      | 27        |
| 芬兰（芬蘭官方單曲榜）                   | 40        |
| 法國（SNEP）                             | 45        |
| 德国（德國官方單曲榜）                   | 2         |
| Billboard Global 200（告示牌）           | 1         |
| 希臘國際榜（IFPI）                       | 15        |
| 香港（告示牌）                           | 3         |
| 匈牙利（四十強單曲榜）                   | 18        |
| 冰島（Tónlistinn）                       | 9         |
| 印度國際榜（IMI）                        | 15        |
| 印尼（告示牌）                           | 19        |
| 愛爾蘭（愛爾蘭唱片音樂協會单曲榜）       | 10        |
| 義大利（FIMI）                           | 77        |
| 日本（Billboard Japan Hot 100）          | 78        |
| 日本動畫單曲榜（Billboard Japan）        | 14        |
| 日本數位單曲榜（Oricon）                 | 43        |
| 拉脫維亞串流榜（LaIPA）                  | 18        |
| 立陶宛（AGATA）                          | 35        |
| 立陶宛空中播放榜（TopHit）               | 27        |
| 盧森堡（告示牌—）                        | 4         |
| 馬來西亞（IFPI）                         | 1         |
| 馬來西亞國際榜（RIM）                    | 1         |
| 中東和北非（IFPI）                       | 19        |
| 荷兰（百强单曲榜）                       | 34        |
| 紐西蘭（Recorded Music NZ）              | 1         |
| 奈及利亞（TurnTable Top 100）            | 59        |
| 挪威（IFPI Norge）                       | 6         |
| 秘魯（告示牌）                           | 12        |
| 菲律賓（IFPI）                           | 3         |
| 菲律賓（Philippine Hot 100）             | 3         |
| 波蘭（波蘭串流百大單曲榜）               | 15        |
| 葡萄牙（AFP）                            | 25        |
| 波多黎各英語空中播放榜（Monitor Latino） | 14        |
| 新加坡（RIAS）                           | 1         |
| 斯洛伐克（Singles Digitál Top 100）      | 17        |
| 南非（官方南非榜单）                     | 24        |
| 韓國（Circle数字榜）                     | 1         |
| 西班牙（Promusicae）                     | 77        |
| 瑞典（Sverigetopplistan）                | 7         |
| 瑞士（瑞士热门音乐榜）                   | 6         |
| 臺灣（告示牌）                           | 1         |
| 阿拉伯聯合大公國（IFPI）                 | 8         |
| 英國（官方榜单公司單曲榜）               | 4         |
| 美國 Billboard Hot 100                   | 2         |
| 美國 Pop Airplay（告示牌）               | 35        |
| 越南（Vietnam Hot 100）                  | 56        |

## 發行歷史
| 範圍   | 日期           | 格式              | 版本                          | 唱片公司     | 參考文獻 |
| ------ | -------------- | ----------------- | ----------------------------- | ------------ | -------- |
| 多地區 | 2025年7月4日   | 數位下載 串流媒體 | 原版 伴奏版 純人聲版          | Republic唱片 | [ 49 ]   |
| 美國   | 2025年7月8日   | 當代熱門電台      | 原版                          | Republic唱片 | [ 89 ]   |
| 義大利 | 2025年7月24日  | 廣播播放          | 原版                          | Island唱片   | [ 90 ]   |
| 多地區 | 2025年7月25日  | 數位下載 串流媒體 | David Guetta混音版 加長混音版 | Republic唱片 | [ 50 ]   |
| 多地區 | 2025年11月21日 | 7吋黑膠唱片       | 原版 伴奏版                   | Republic唱片 | [ 91 ]   |